# Beate Habetz
Beate Habetz, née le 16 janvier 1961 à Brauweiler, est une coureuse cycliste allemande. 
Elle devient championne du Monde à 17 ans en s'imposant au sprint sur le circuit du Nürburgring. Elle met fin à sa carrière à 23 ans, dépitée de ne pas avoir été sélectionnée pour les JO de 1984[réf. nécessaire].

## Palmarès sur route
- 1977
  -  Championne d'Allemagne sur route
- 1978
  -  Championne du monde sur route
  -  Championne d'Allemagne sur route
- 1979
  -  Championne d'Allemagne sur route
  -  Médaille de bronze du championnat du monde sur route
- 1980
  -  Championne d'Allemagne sur route
  - Journées havro-cauchoises
    - Classement général
    - 1re, 2e, 3e, 4e, 5e et 6e étapes
- 1981
  -  Championne d'Allemagne sur route
  - 6e du championnat du monde sur route
- 1982
  -  Championne d'Allemagne sur route
- 1983
  -  Championne d'Allemagne sur route
  - 9e du championnat du monde sur route

## Palmarès sur piste
- 1976
  -  Championne d'Allemagne de sprint
- 1977
  -  Championne d'Allemagne de poursuite
  -  Championne d'Allemagne de sprint
- 1978
  -  Championne d'Allemagne de poursuite
  -  Championne d'Allemagne de sprint
  - 4e du championnat du monde de vitesse individuelle
  - 6e du championnat du monde de poursuite individuelle
- 1979
  -  Championne d'Allemagne de poursuite
  -  Championne d'Allemagne de sprint
- 1980
  -  Championne d'Allemagne de poursuite
  -  Championne d'Allemagne de sprint
- 1981
  -  Championne d'Allemagne de poursuite
  - 2e du championnat d'Allemagne de sprint
- 1982
  - 2e du championnat d'Allemagne de sprint
  - 2e du championnat d'Allemagne de poursuite